# Hela Ayari
Pour les articles homonymes, voir Ayari.
Hela Ayari, née le 26 août 1994, est une judokate tunisienne.

## Carrière
Hela Ayari remporte la médaille d'argent des Jeux panarabes de 2011 se tenant à Doha dans la catégorie des moins de 52 kg. 
Elle bascule ensuite dans la catégorie des moins de 48 kg ; elle est médaillée d'or aux championnats d'Afrique 2012 à Agadir, et médaillée de bronze aux championnats d'Afrique 2013 à Maputo et aux Jeux méditerranéens de 2013 à Mersin.
Hela Ayari rebascule ensuite dans la catégorie des moins de 52 kg ; elle obtient la médaille d'or aux championnats d'Afrique 2014 à Port-Louis, aux championnats d'Afrique 2015 à Libreville et aux championnats d'Afrique 2016 à Tunis, ainsi qu'une médaille d'argent aux Jeux africains de 2015 à Brazzaville et aux championnats d'Afrique 2018 à Tunis.